# Synagoga Kupiecka w Trzebini
Synagoga Kupiecka w Trzebini (hebr. Bikur Cholim, tł. odwiedzanie chorych) – synagoga znajdująca się w Trzebini, przy ulicy Józefa Piłsudskiego 15.
Synagoga została zbudowana w XIX wieku z inicjatywy cechu kupców. Podczas II wojny światowej hitlerowcy zdewastowali wnętrze synagogi. Od czasu zakończenia wojny mieści się w niej stolarnia.
Murowany z cegły budynek synagogi wzniesiono na planie prostokąta, z elewacją wschodnią w pierzei ulicznej. Do dziś zachował się wystrój zewnętrzny. W południowej części znajduje się główna sala modlitewna, do której wchodzi się przez przedsionek, nad którym mieści się babiniec. Na fasadzie znajdują się dwa symetrycznie rozmieszczone, łukowato zakończone okna, pomiędzy którymi znajduje się okulus – pod nim pierwotnie mieścił się Aron ha-kodesz. Po prawej stronie znajdują się wąskie i wysokie drewniane drzwi, również zakończone łukiem. Po bokach znajdują się dwa pilastry; fasadę wieńczy gzyms koronujący. Całość jest nakryta dachem dwuspadowym.

## Tablica
Na ścianie synagogi 11 kwietnia 2016 r. odsłonięto tablicę poświęconą społeczności żydowskiej w Trzebini, ufundowaną przez Zarząd Izraelskich Portów Lotniczych. W uroczystości wzięła udział grupa 50 pracowników portów, Jarosław Okoczuk – zastępca burmistrza Trzebini, rabin Yehoshua Ellis, Włodzimierz Katz – przew. Gminy Wyznaniowej Żydowskiej w Katowicach. – Dzięki tej tablicy nie tylko my, ale każdy mieszkaniec Trzebini będzie wiedział, że Żydzi byli częścią miasta – powiedział Jaki Gantz TVP Kraków.